# Warmblood

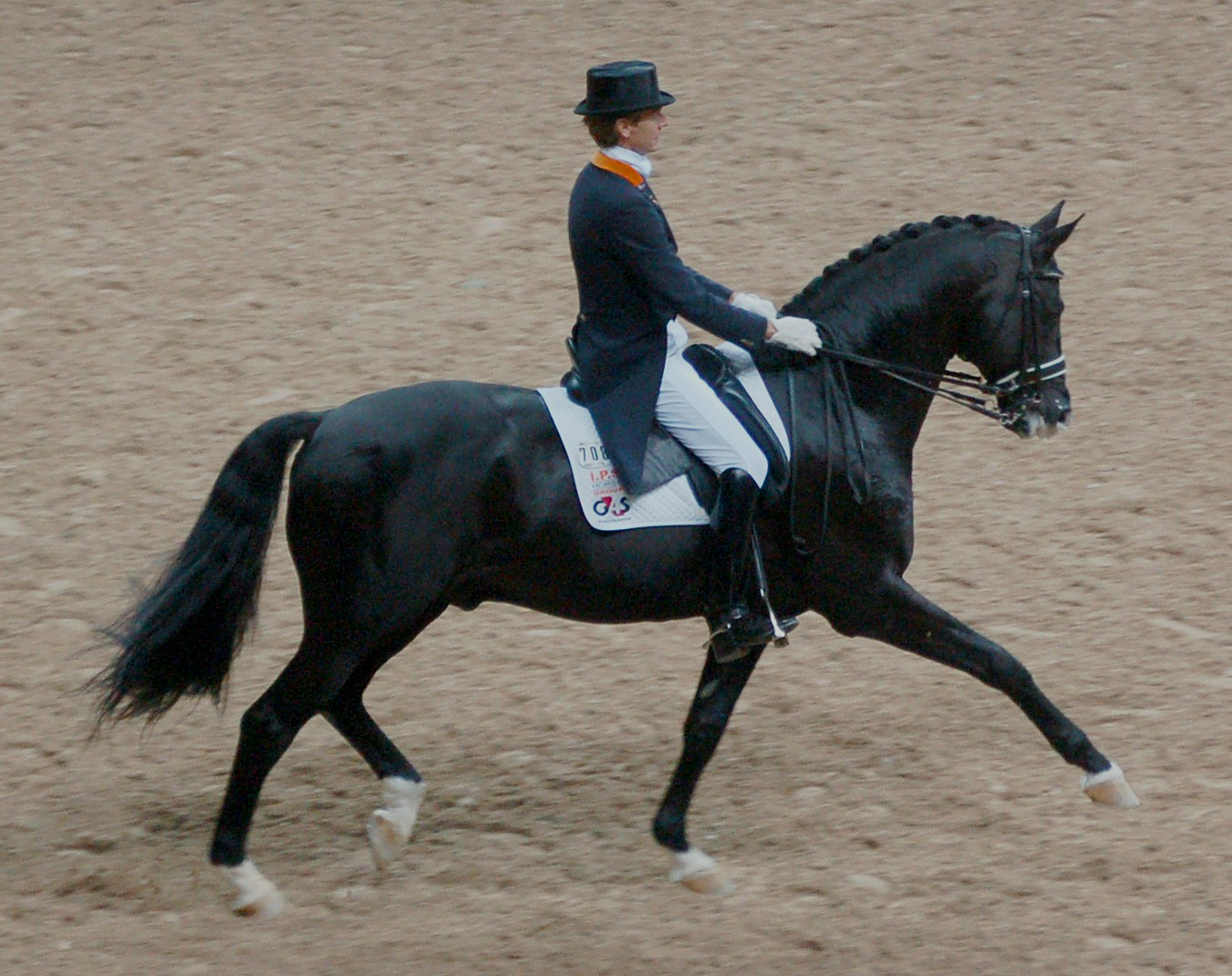
Un Trakehner realizando dressage

Los Warmbloods' son un grupo de tipos y razas de caballos de peso medio originarios principalmente de Europa y registrados en organizaciones que se caracterizan por su política de libro genealógico abierto, selección en el libro de stud, y el objetivo de criar para el deporte ecuestre. 

## Terminología
El término warmblood (en español sangre caliente) se acuñó para representar una mezcla de razas de sangre fría y de sangre caliente.: 523 : 231 
- Sangre fría es un término genérico que hace referencia a una raza de caballos de huesos pesados y temperamento equilibrado del norte de Europa, como el Shire, el Clydesdale u otra raza de caballo de tiro. «Frío» proviene del clima de su origen, y no significa un animal de sangre fría.[1]: 112 [2]: 47
- Sangre caliente es un término genérico que designa a un caballo de gran temperamento, generalmente de líneas de sangre Árabe o Purasangre. «Caliente» hace referencia a su temperamento y a las regiones cálidas de Oriente Medio y el norte de África de las que son originarios.[1]: 55 [2]: 108

Aunque el término warmblood se utiliza ocasionalmente para indicar un caballo que es un cruce de primera generación entre un caballo de sangre caliente y otro de sangre fría, el significado contemporáneo se refiere a caballos que han sido criados durante varias generaciones para producir caballos que rinden bien en varios deportes ecuestres-predominantemente salto de obstáculos, doma clásica, concurso completo, y conducción combinada.: 523 
Caballo de deporte es un término más reciente para este tipo de caballo. Los registros de raza más antiguos conservan la palabra «warmblood», y los registros más recientes tienden a utilizar la palabra «sport horse» (también deletreada «sporthorse»).

## Políticas de cría
Las políticas de los libros genealógicos abiertos son diferentes de las de los libros genealógicos de las «verdaderas razas», como los de los Purasangre, Árabes, Percherones y Morgans, que tienen libros genealógicos cerrados y requieren dos padres de pura raza para registrar una cría. En cambio, la mayoría de los registros de caballos warmblood aceptan reproductores de otras poblaciones similares para mejorar continuamente las suyas, y no consideran que sus propios caballos sean una «raza» diferenciada. El Trakehner es una excepción, ya que aunque se utilizan otras razas dentro de la población reproductora, este caballo se considera una raza verdadera. Los libros genealógicos Hanoveriano, Holsteiner y Selle Français también se consideran ligeramente menos abiertos que otros. La mayoría de los registros warmblood reconocen los reproductores de cualquier otro registro que sea miembro de la Federación Mundial de Cría de Caballos de Deporte, que está afiliada al Reconocida por los Juegos Olímpicos. Federación Internacional de Deportes Ecuestres.
Una característica definitoria de un registro warmblood es la selección en el libro genealógico, aunque incluso algunas razas puras en Europa utilizan esta práctica. La selección en el libro genealógico es el uso de evaluaciones externas para criticar la conformación y el movimiento de los potenciales reproductores para descartar a los caballos de cría inadecuados y dirigir la evolución hacia un objetivo concreto. Hoy en día, la selección en los libros genealógicos suele conllevar una prueba de rendimiento además de una evaluación externa, sobre todo en el caso de los sementales. 
Las normas de conformación y movimiento no están diseñadas para perpetuar un tipo ancestral concreto, sino para satisfacer una necesidad particular. Este concepto queda ilustrado por la historia del caballo de Oldenburgo a lo largo de los últimos 150 años: a finales del siglo XIX, el estándar exigía un caballo de carruaje pesado pero elegante y de paso alto; a principios del siglo XX, un caballo de granja y artillería más pesado, fuerte y económico; y desde 1950, un caballo de deporte moderno. 
La característica más importante de un registro warmblood es que su objetivo de cría (u «objetivo de cría») es criar caballos de deporte. Cada registro tiene un enfoque ligeramente diferente, pero la mayoría cría principalmente para salto de obstáculos y doma clásica. Muchos incluyen también la conducción combinada y el concurso completo. El objetivo de la cría refleja las necesidades del mercado. En las épocas y regiones en las que se necesitaban monturas de caballería, los warmblood se criaron para satisfacer esa necesidad; cuando y donde se necesitaban caballos para trabajos agrícolas ligeros o moderados, los warmblood también han desempeñado esas funciones. La evolución intencionada del objetivo de cría estándar es otra característica de los warmblood.
Los warmblood se han popularizado desde el final de la Segunda Guerra Mundial, cuando la mecanización dejó obsoletos a los caballos agrícolas y la equitación recreativa se generalizó en el mundo occidental. Los tipos ancestrales de warmblood se denominan warmblood pesados y se conservan a través de organizaciones especiales. Los warmblood pesados han encontrado su nicho como caballos familiares y en la conducción combinada.

## Registros warmblood
La mayoría de los warmblood se desarrollaron en Europa continental, especialmente en Alemania. Antes se pensaba que el tipo warmblood, originario de Europa continental, descendía de antepasados proto-warmblood salvajes y nativos, llamada Caballo de los bosques, aunque los estudios modernos de ADN de los primeros caballos han refutado esta hipótesis.
Los caballos de sangre caliente alemanes más conocidos son el Hanoveriano, el Holsteiner, el Oldenburgo y el Trakehner de pura raza. Otras razas son el Württemberger, el Rhinelander, el Westphalian, el Zweibrücker, el Brandenburger, el Mecklenburger y el Bavarian Warmblood. Varias de estas razas también están representadas por tipos ancestrales como el Ostfriesen y Alt-Oldenburger, el Alt-Württemberger y el Rottaler.
Entre los warmblood centroeuropeos se encuentran el Selle Français francés, el Belgian Warmblood, el Dutch Warmblood, el Swiss Warmblood, el Austrian Warmblood, el Danish Warmblood y el Czech Warmblood. Los países escandinavos también producen warmbloods de alta calidad, como el Warmblood finlandés y el Warmblood sueco.
Entre los registros de sangre caliente que no tienen su sede en Europa continental se encuentran los que regulan la cría de American Warmbloods y Irish Sport Horses.

## Lista de razas Warmblood
- American Warmblood
- Austrian Warmblood
- Bavarian Warmblood
- Caballo belga de deporte
- Belgian Warmblood
- Brandenburger
- Caballo de Deporte Brasileño
- British Warmblood
- Caballo deportivo canadiense
- Warmblood checo
- Warmblood danés
- Warmblood holandés
- Einsiedler
- Friesian Sporthorse
- alemán de sangre caliente
- Caballo hannoveriano
- Heavy warmblood
- Holsteiner
- Caballo deportivo húngaro
- Caballo de deporte irlandés
- Luxembourg Warmblood
- Mecklenburger
- New Zealand warmblood
- Oldenburger
- Ostfriesen y Alt-Oldenburger
- Caballo de deporte polaco
- Warmblood renano
- Caballo rumano de deporte
- Selle Français
- Caballo silesio
- sueco de sangre caliente
- Warmblood suizo
- Trakehner
- caballo westfaliano
- Württemberger
- Zangersheide
- Zweibrücker